# Palais Paar

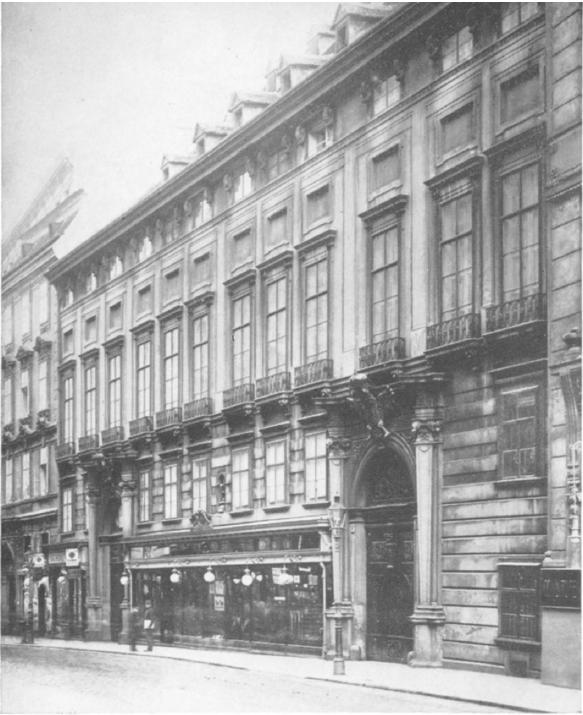
Palais Paar, 1907

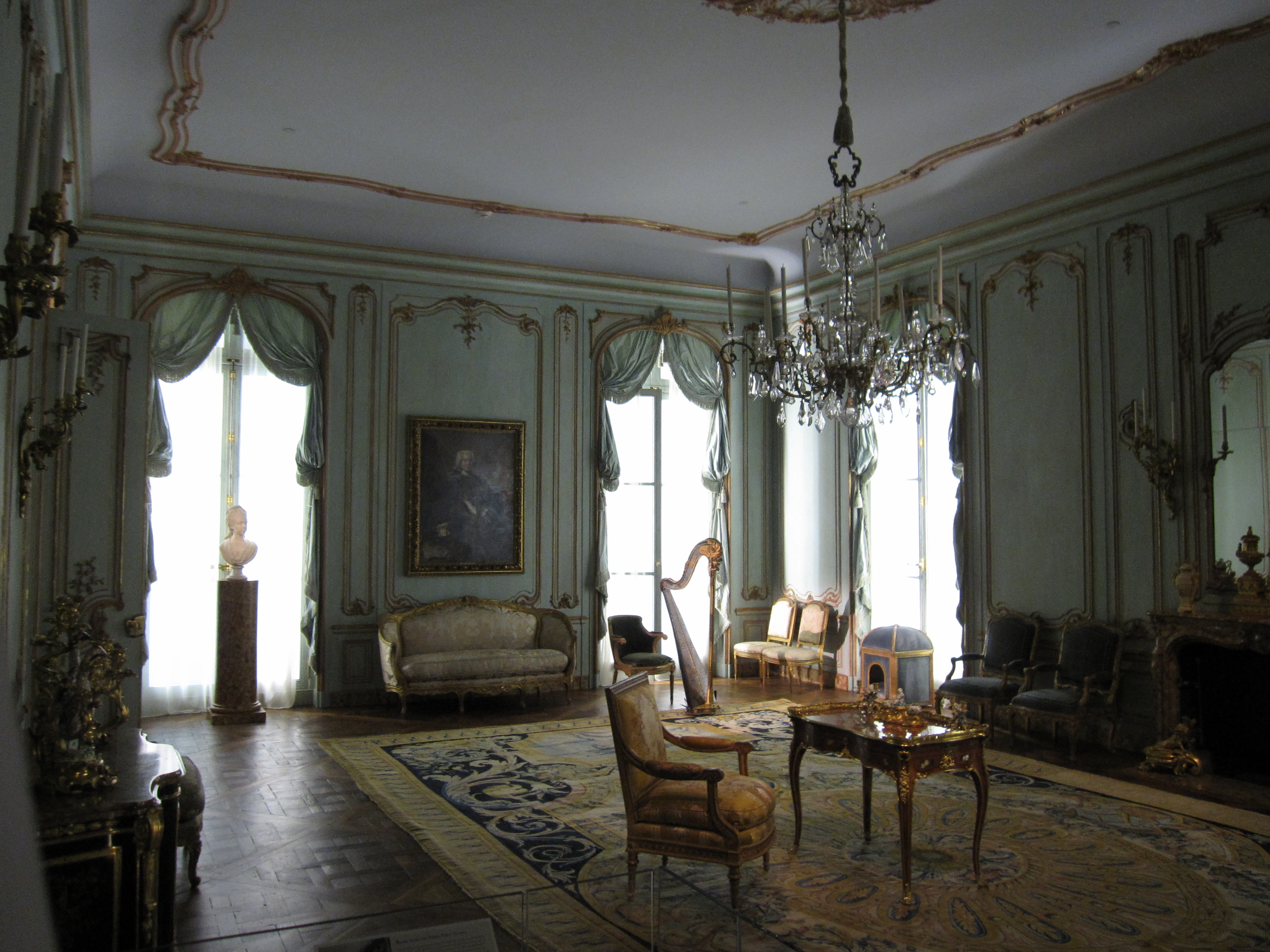
Zimmer aus dem Palais, heute im Metropolitan Museum of Art in New York

Das Palais Paar war ein Stadtpalais vom Anfang des 18. Jahrhunderts, das zu Ende der 1930er Jahre trotz massiver öffentlicher Proteste abgerissen wurde. Es befand sich in der Wollzeile 30 im 1. Wiener Gemeindebezirk Innere Stadt.

## Geschichte
Die Reichsgrafen und späteren Fürsten von Paar hatten in der Wollzeile seit dem 16. Jahrhundert ihren Wiener Wohnsitz. Seit 1624 waren sie mit dem Obersten Hofpostmeisteramt für Österreich, Ungarn und Böhmen belehnt und standen somit in langjähriger Konkurrenz mit dem Hause Taxis. Mit der postdienstlichen Funktion (die auch nach der 1722 erfolgten Verstaatlichung des habsburgischen Postwesens aufrechtblieb), hatten die großen, prächtig geschmückten, zum Palais gehörigen Stallungen zu tun. Die Inneneinrichtung des Palais war bis nach dem Ersten Weltkrieg in dekorativem Rokoko gehalten.
Damit war der Weg beschritten, der von der Unternutzung zur intensivierten Neuverwendung des attraktiv gelegenen Bauplatzes führen sollte. Eine Rolle spielte dabei, dass nach dem Ersten Weltkrieg seitens der sozialdemokratischen Gemeinde Wien zur Finanzierung der Wiener Gemeindebauten eine hohe Wohnbausteuer erhoben wurde, die als Luxusabgabe (auch auf Wohnraum) konzipiert war. Aus diesem Grund ließ Alois Paar die kostbaren Vertäfelungen abnehmen und nach Böhmen verbringen. Das Haus stand nun leer und war für Wohnzwecke unbrauchbar – ein Effekt ähnlich jenem der fatalen, von Kaiser Joseph II. eingeführten Dachsteuer, die zahllose Burgen zerstörte. Das Palais begann langsam zu verfallen. Es erhoben sich zwar zahlreiche Stimmen, die seine Erhaltung als Kulturdenkmal forderten, diese waren aber vergeblich. Im Jahre 1938 kam es zum schon lange drohenden Abriss. 
Ein Zimmer aus dem Palais konnte rechtzeitig geborgen werden und befindet sich heute im Metropolitan Museum of Art in New York. Das Zimmer ist nach einem Entwurf des Architekten Isidore Canevale (1730–1786), der Holzschnitt von Johann Georg Leithner (1725–1785) hergerichtet. Die Wandtafeln sind aus bemaltem und vergoldetem Kiefernholz. Das Zimmer wurde aus finanziellen Mitteln von Mr. und Mrs. Charles Wrightsman erworben (Inventarnummer 63.229.1).